# قلعه قنقر (صالح‌آباد)
قلعه قنقر؛ نام دژی تاریخی مربوط به سدهٔ ۵ تا ۶ قمری است و در شهرستان صالح‌آباد، جنوب‌غربی روستای جعفریه واقع شده و این اثر در تاریخ ۲۴ آبان ۱۳۸۵ با شمارهٔ ثبت ۱۶۳۲۲ به‌عنوان یکی از آثار ملی ایران به ثبت رسیده‌است.